# Ernst von Bandel

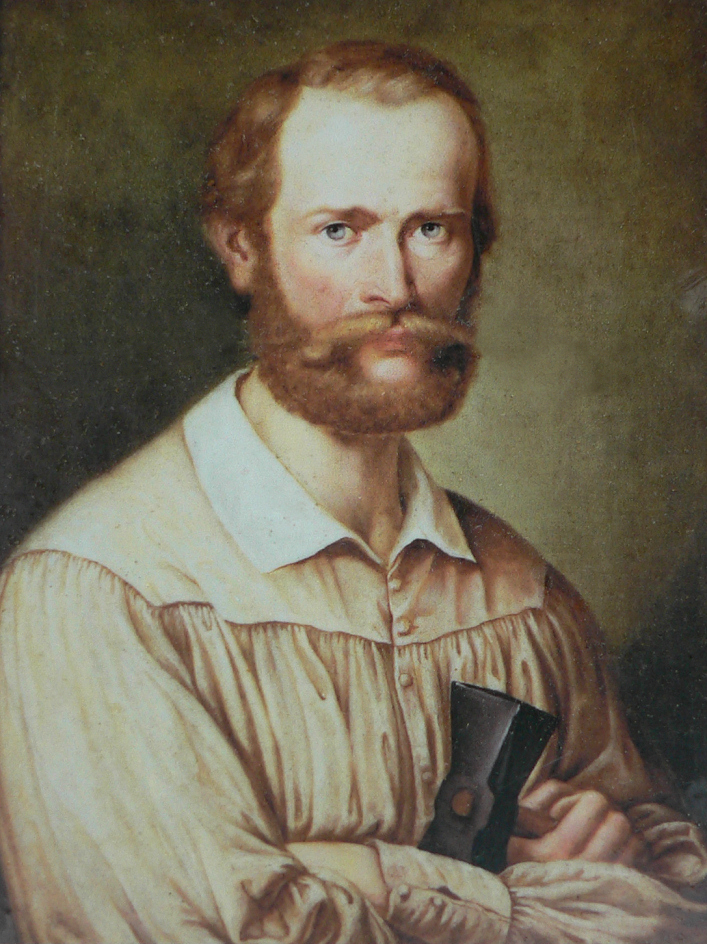
Ernst von Bandel gemalt von Wilhelm Tegeler, um 1843

Joseph Ernst von Bandel (* 17. Mai 1800 in Ansbach; † 25. September 1876 in Neudegg) war ein deutscher Architekt, Bildhauer und Maler.

## Leben

### Familie
Bandel war der Sohn des Präsidenten des Appellationsgerichts Ansbach Georg Carl Friedrich Ritter von Bandel und dessen Ehefrau Johanna geborene Schultheiß. Das Ehepaar hatte vier Kinder, darunter als Zweitgeborenen den Maler und Architekten Joseph Ernst.
Ernst von Bandel heiratete 1828 Karoline von Kohlhagen. Gemeinsam hatten sie sieben Kinder. Eines davon war der Bildhauer Heinrich von Bandel, dessen Begabung, insbesondere für Porträtbüsten und Reliefs, schon in früher Kindheit sichtbar war. Ein weiterer Sohn war der Architekt und Unternehmer Roderich von Bandel. Amalie, eine Tochter Bandels, heiratete 1857 in Hannover den Architekten und Conrad-Wilhelm-Hase-Schüler Emil Hackländer.

### Werdegang
Bandels Kindheit war überschattet von politischen Ereignissen (1805 französische Besatzung; 1813 Befreiungskriege), die bei ihm eine starke patriotische Gesinnung bewirkten.
Mit 14 Jahren erhielt Bandel 1814 an der Nürnberger Kunstschule Zeichenunterricht durch den Kupferstecher Albert Christoph Reindel. Zwei Jahre später ging Bandel nach München, um sich am Königlich Bayerischen Forstamt zu bewerben. Dort lernte er den Architekten Karl von Fischer kennen, wurde dessen Schüler und blieb somit doch bei der Kunst. Bandel war 1816 an der Akademie der Bildenden Künste München und wurde Schüler der Dozenten Joseph Hauber, Carl Ernst Christoph Hess, Moritz Kellerhoven, Wilhelm von Kobell, Johann Peter von Langer, Robert von Langer und Andreas Seidl. Die Bildhauerei studierte Bandel bei Johann Nepomuk Haller.
Nach dem Tod seines Vaters 1818 musste Bandel aus finanziellen Gründen der Kunst beinahe entsagen, doch der bayerische König Maximilian I. setzte Bandel ein großzügiges Stipendium aus. Im darauffolgenden Jahr bekam Bandel eine Anstellung als Zeichner beim königlichen Hofbauamt.
1820 lehnte Bandel eine Anstellung als Assistent beim Architekten Leo von Klenze ab, da er dessen Vorliebe für die Gotik vehement ablehnte.

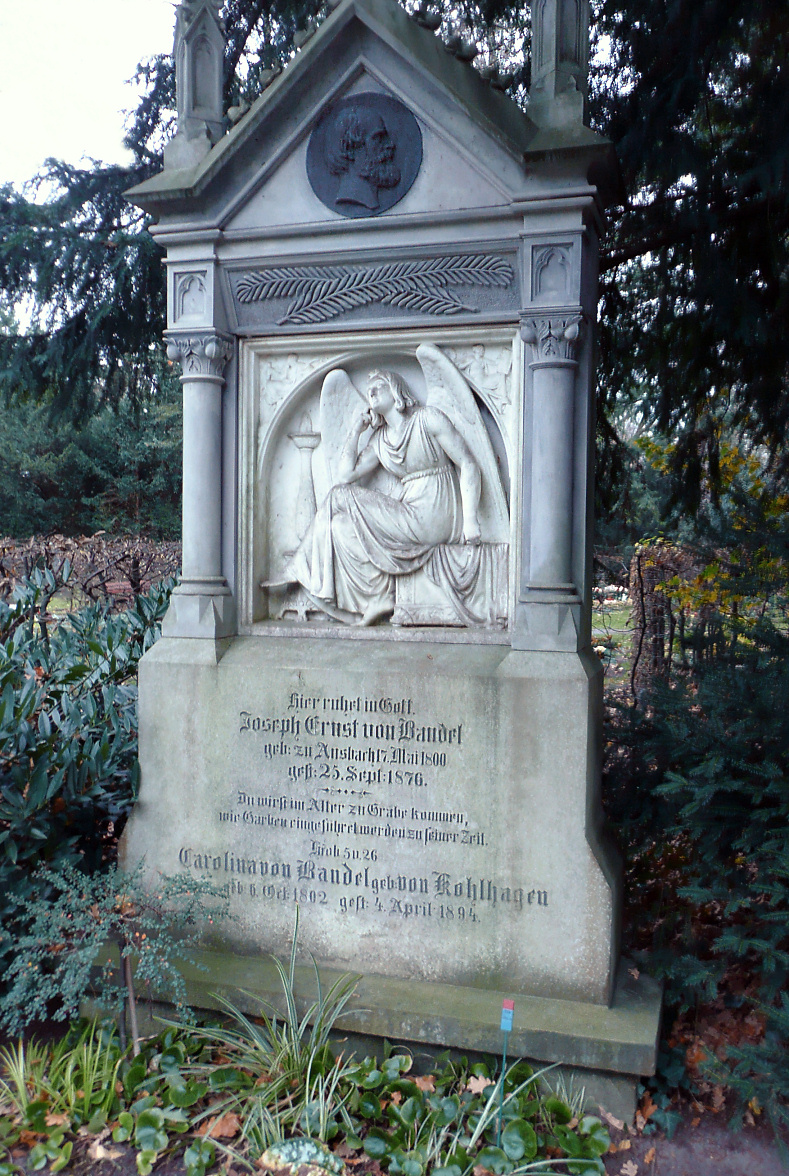
Grabmal für Ernst von Bandel auf dem Stadtfriedhof Engesohde, Hannover

Durch die finanzielle Unterstützung des bayerischen Königs Maximilian I. konnte sich Bandel zwischen 1825 und 1827 in Italien aufhalten. Bei einem längeren Aufenthalt in Rom lernte er den Bildhauer Bertel Thorvaldsen kennen, den er samt den Nazarenern ablehnte. Die Bildhauer Ludwig Schwanthaler und Heinrich Max Imhof gehörten zu seinen Bekannten. Nach kurzer Zeit schloss sich Bandel den Künstlerkollegen Joseph Anton Koch, Johann Christian Reinhart und Franz und Johannes Riepenhausen an.

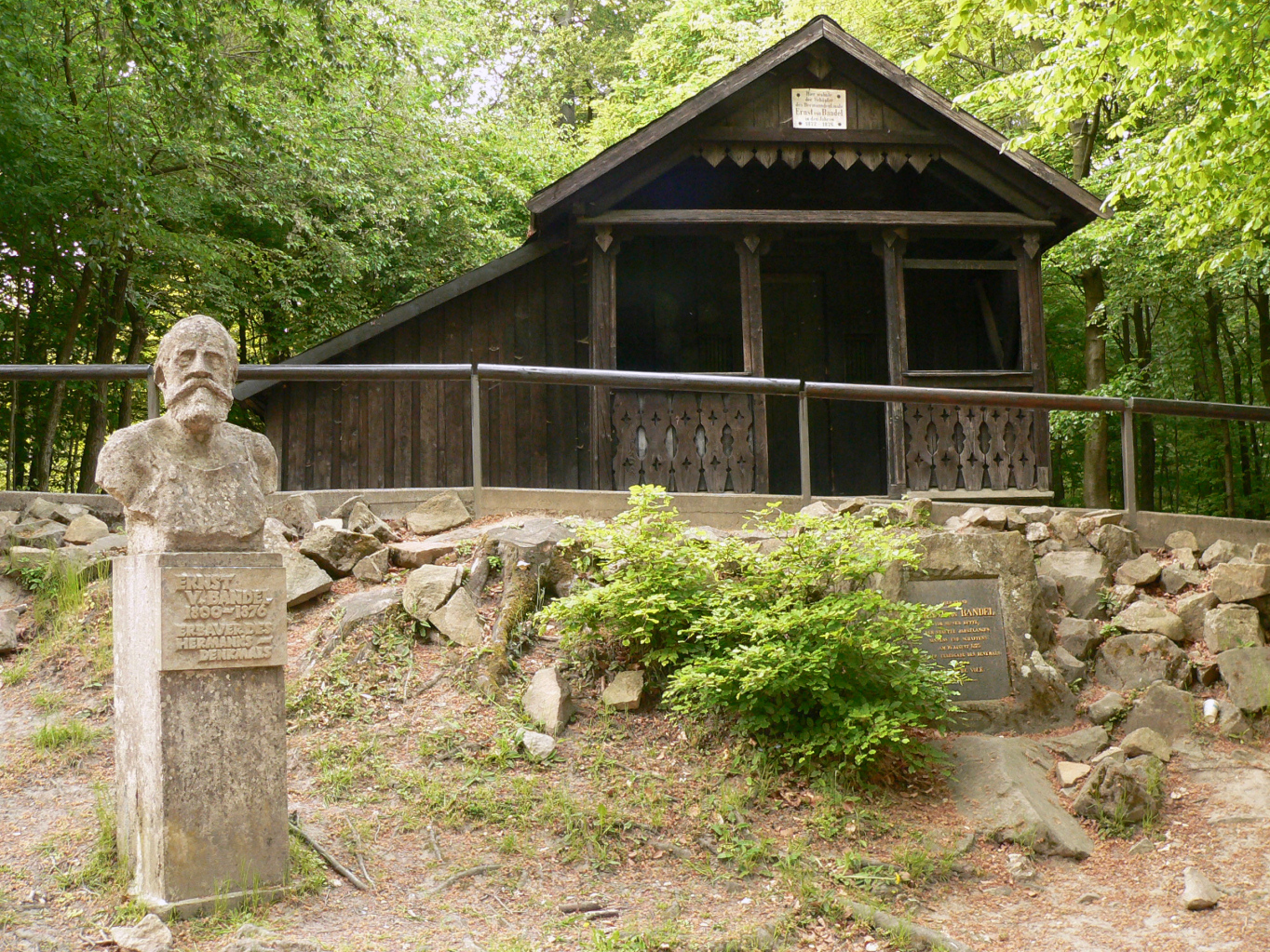
Wohnhütte von Ernst von Bandel, in der er 1874–1875 lebte, mit Büste und Gedenkstein am Hermannsdenkmal (2011), 2021 abgebrannt

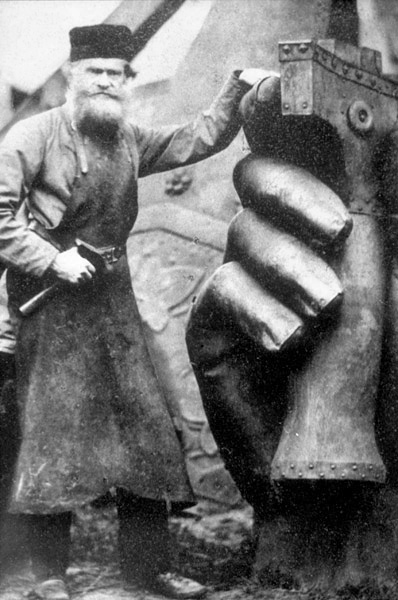
Ernst von Bandel um 1870 bei Arbeiten am Hermannsdenkmal

1827 kehrte Bandel nach Deutschland zurück und ließ sich wieder in München nieder. Er heiratete im selben Jahr Karolina von Kohlhagen (* 6. Oktober 1802; † 4. April 1894). Mit ihr hatte er zwei Töchter und fünf Söhne, darunter den späteren Bildhauer Heinrich von Bandel. Von 1827 bis 1834 war Bandel unter der Leitung des Bildhauers Christian Daniel Rauch an der Glyptothek in München beschäftigt.
1832 wählte man Bandel in den Vorstand des Münchner Kunstvereins. Bandel war mit dem Germanisten Hans Ferdinand Maßmann u. a. Begründer eines akademischen Turnervereins.
Da sich Bandel vom bayerischen König Ludwig I. unverstanden fühlte, ging er 1834 nach Berlin und schloss sich dem Kreis um Christian Daniel Rauch und Johann Gottfried Schadow an. In dieser Zeit entstanden die ersten Skizzen eines „deutschen National-Denkmals“. Da Bandel auf offizieller Seite auf keinerlei Interesse oder Förderung stieß, ging er nach Hannover. Dort wurde er – mit Fürsprache von Ernst Ebeling – von König Wilhelm IV. mit der Ausgestaltung des Residenzschlosses betraut. Auch am Neubau der 1837 eingeweihten Aula der Georg-August-Universität in Göttingen wirkte er als Bauplastiker mit und schuf die Giebelreliefs mit den Allegorien der vier alten Fakultäten.
Unterbrochen von erneuten Romreisen in den Jahren 1839 und 1844, lebte und wirkte Bandel von 1837 bis 1846 in Detmold. Dort betrieb er den Bau des Hermannsdenkmals zur Erinnerung an den Cheruskerfürsten Arminius. Im Alter von 63 Jahren erlernte Bandel das Kupferschmieden, um diese Handwerkskunst besser zu verstehen und um diese am Bau des Denkmals selbstständig anzuwenden. Gemeinsam mit seinem Sohn Roderich entwickelte von Bandel die Konstruktion des inneren Eisengerüstes des Denkmals: Aufgrund des technisch nur sehr schwierig zu lösenden Problems, die Kupferplatten der riesigen Skulptur von innen her zusammenzuhalten, fertigten Vater und Sohn vorab mehrere Modelle des inneren Eisengerüstes des Denkmals an, von denen sich eines im Lippischen Landesmuseum in Detmold, ein anderes in der Bandelhütte erhalten hat. Die Hütte wurde in der Nacht vom 27. auf den 28. Dezember 2021 durch einen Brand vollständig zerstört.
Nach anfänglicher Euphorie erlahmte jedoch das Interesse der Öffentlichkeit für dieses Projekt, so dass Spenden für den Bau des Denkmals nur mühsam flossen. Bandel investierte sein gesamtes Vermögen in den Bau, ohne das Denkmal jedoch fertigstellen zu können. 1846 überwarf sich Bandel zudem mit dem Detmolder Hermannsverein. Er ging verbittert und verarmt zurück nach Hannover, begann dort aber erneut, Spendengelder zu sammeln. Nach Ende des Deutsch-Französischen Krieges stieß Bandels Vorhaben wieder auf große Begeisterung von Regierung und Volk. Am 16. August 1875 wurde das Hermannsdenkmal in Anwesenheit des deutschen Kaisers Wilhelm I., der auch die fehlende Summe zur Fertigstellung bereitgestellt hatte, feierlich eingeweiht.
Bandel nahm an diesem Festakt teil, war aber sehr geschwächt durch eine Nierenkrankheit. Kaiser Wilhelm I. sorgte für einen viermonatigen Kuraufenthalt in Italien. Auf der Rückreise starb Ernst von Bandel im Alter von 76 Jahren am 25. September 1876 auf dem Anwesen seines Halbbruders Hermann Freiherr von Gaisberg-Schöckingen (* 1824; † 1905) bei Riedlingen. Seine letzte Ruhestätte fand er auf dem Stadtfriedhof Engesohde in Hannover (Abteilung 23A, Grabnummer 28a–28b).

## Ehrungen
- 1871: Ehrenbürger der Stadt Detmold
- 1875: Preußischer Kronenorden 3. Klasse
- 1875: Ehrenkreuz 1. Klasse des Lippischen Hausordens
- 1875: Komturkreuz 2. Klasse des Herzoglich Sachsen-Ernestinischen Hausordens
- Ernst-von-Bandel-Gedenkrelief am Hermannsdenkmal[14]
- 1875: Bandelstraße in Berlin, Ortsteil Moabit
- 1903: Bandelstraße in Detmold
- 1935: Bandelstraße in Bremen, Stadtteil Horn-Lehe
- 1950: Bandelstraße in Hamburg-Eißendorf[15]
- Weitere Bandelstraßen in München, Hannover-Südstadt sowie in Bandels Geburtsstadt Ansbach
- Eine moderne Bronzefigur des Künstlers findet sich in Ansbach, an der Stadtseite der Stadtmauer an der Schaitbergerstraße 14. Das überlebensgroße Standbild zeigt den Künstler im Arbeitskittel, barhäuptig und breitbeinig über seinem Arbeitsgerät stehend. In der rechten Hand hält er ein Modell des Hermannsdenkmals, während der linke Arm, leicht angewinkelt, herunter hängt. Name und Lebensdaten des Künstlers sind auf der Plinthe zu lesen.

## Werke (Auswahl)
Eine ausführliche Liste seiner Werke findet sich 1864 im zweiten Band der elften Auflage der Brockhaus Enzyklopädie.
- 1824: Denkmal für Friedrich Ludwig von Sckell im Englischen Garten (Entwurf von Leo von Klenze)
- 1835: Eltendenkmal im Deister bei Wennigsen, sowie Eltens Grabmal auf dem Wennigser Friedhof, beide erhalten
- 1837: Gusseisen-Denkmal für Wilhelm IV., König von Hannover und Großbritannien, auf dem Wilhelmsplatz in Göttingen[16][17][18]
- 1847–1848: Ornamente, Kapitelle und Dekorationselemente aus Sandstein am Egestorffschen Haus in der Deisterstraße in Linden vor Hannover; nicht erhalten[19]
- 1850/51: Taufstein aus Marmor für die evangelische St. Johanniskirche in Rosdorf (Landkreis Göttingen)[20]
- 1856: Grabmal mit Marmorengel für Bertha Anna Stieren auf dem Albani-Friedhof in Göttingen[21]
- 1860: Schiller-Brunnen in Hamburg-Harburg; erhalten ist nur die Schiller-Büste auf einer Stele[22][23]

Werke von Ernst von Bandel
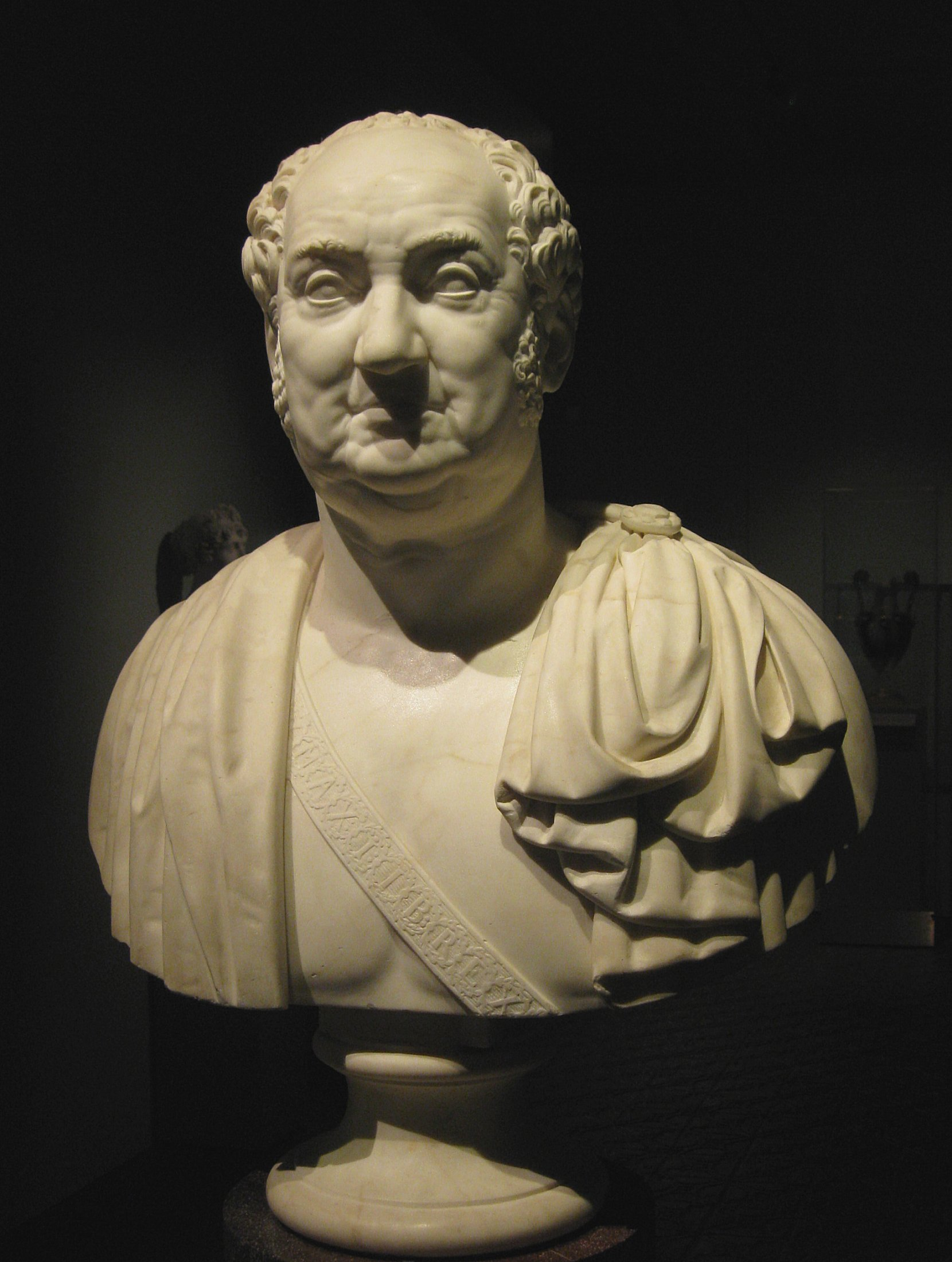
König Max I. Joseph von Bayern (1826, Marmor), Bayerisches Nationalmuseum in München, Aufnahme 2008
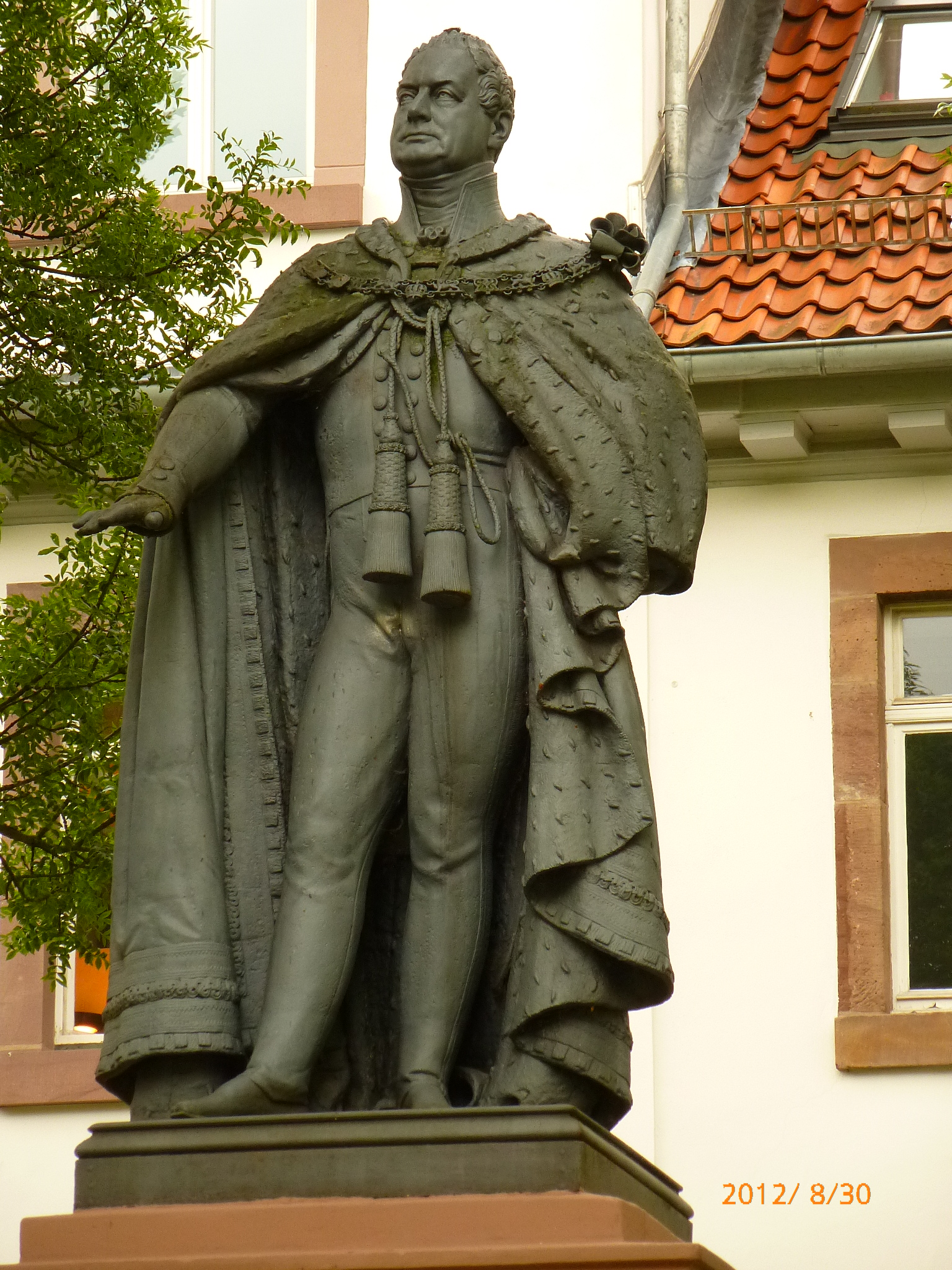
Denkmal für Wilhelm IV., König von Hannover und Großbritannien, (1837, Gusseisen), Göttingen, Wilhelmsplatz, Aufnahme 2012
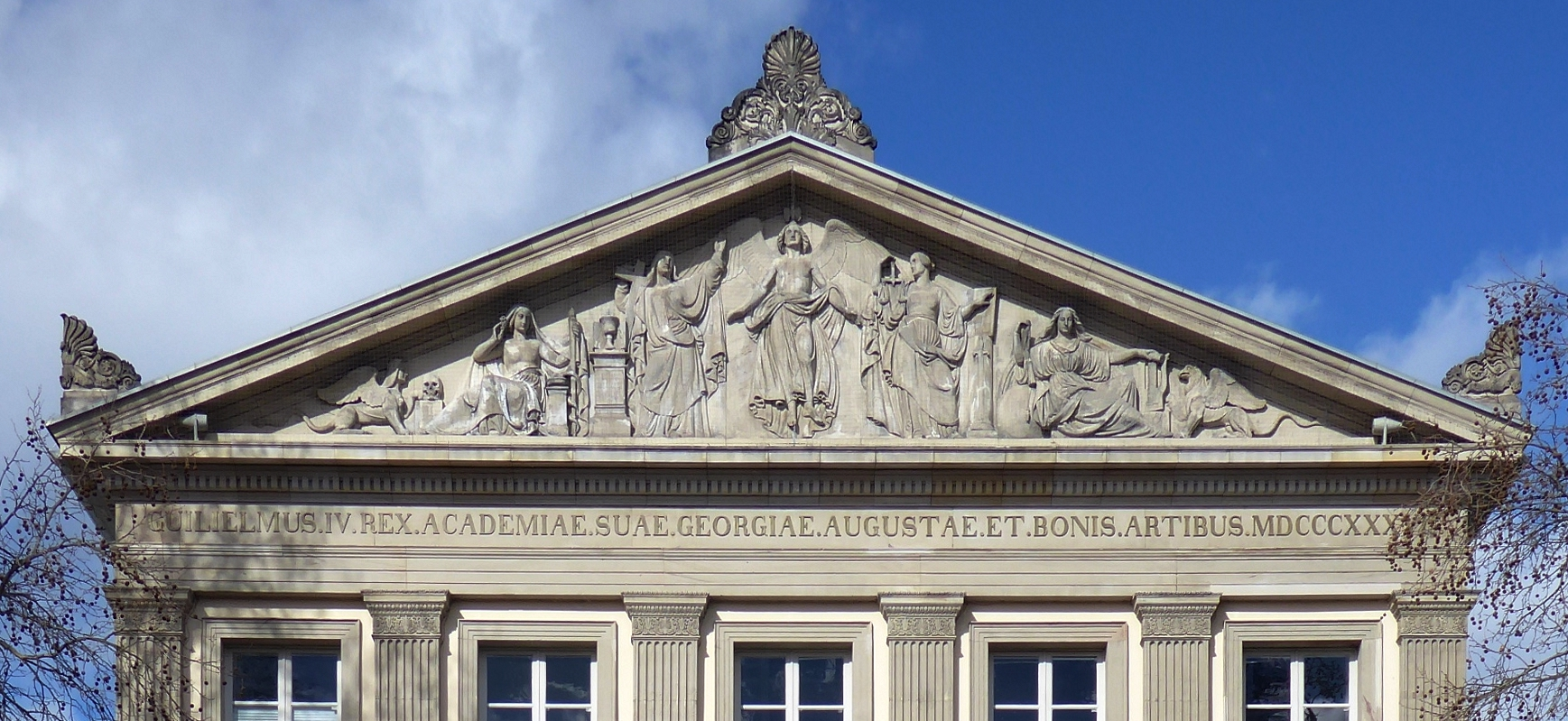
Giebelrelief der Universitäts-Aula (1837), Göttingen, Wilhelmsplatz, Aufnahme 2019
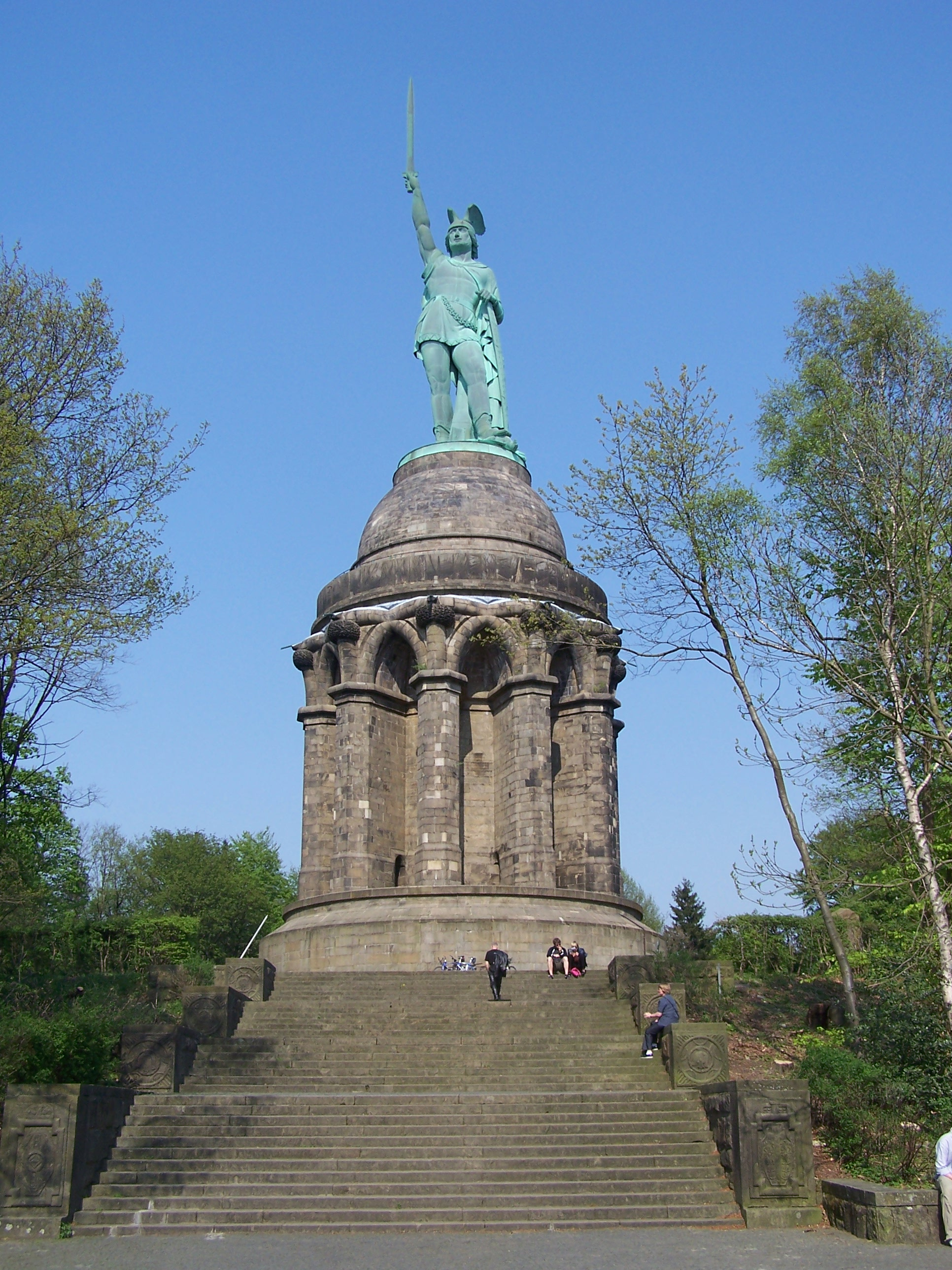
Hermannsdenkmal (ab 1837) bei Detmold, Aufnahme 2006
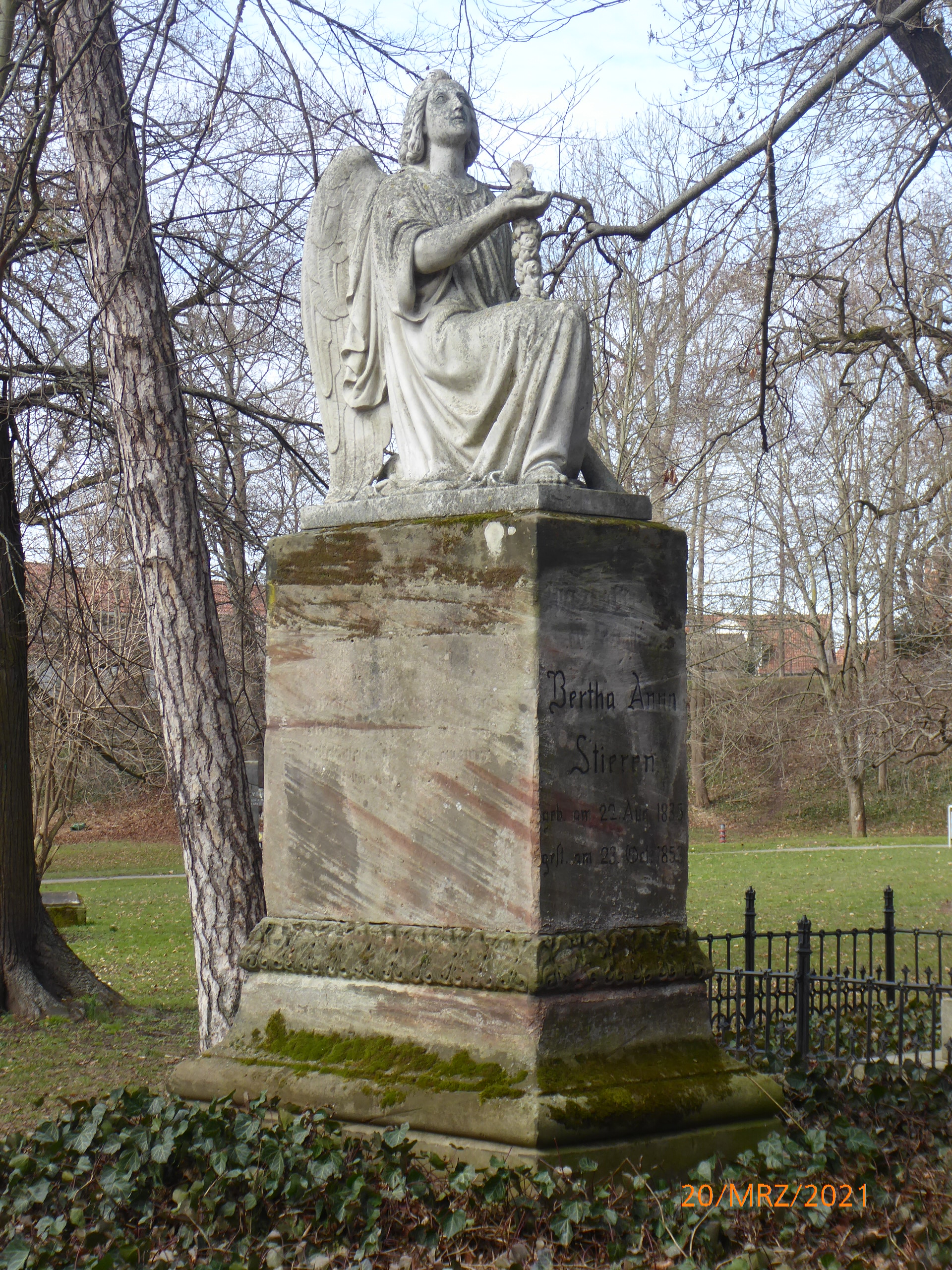
Grabmal für Bertha Anna Stieren (1856, Marmorengel), Albani-Friedhof Göttingen, Aufnahme 2021
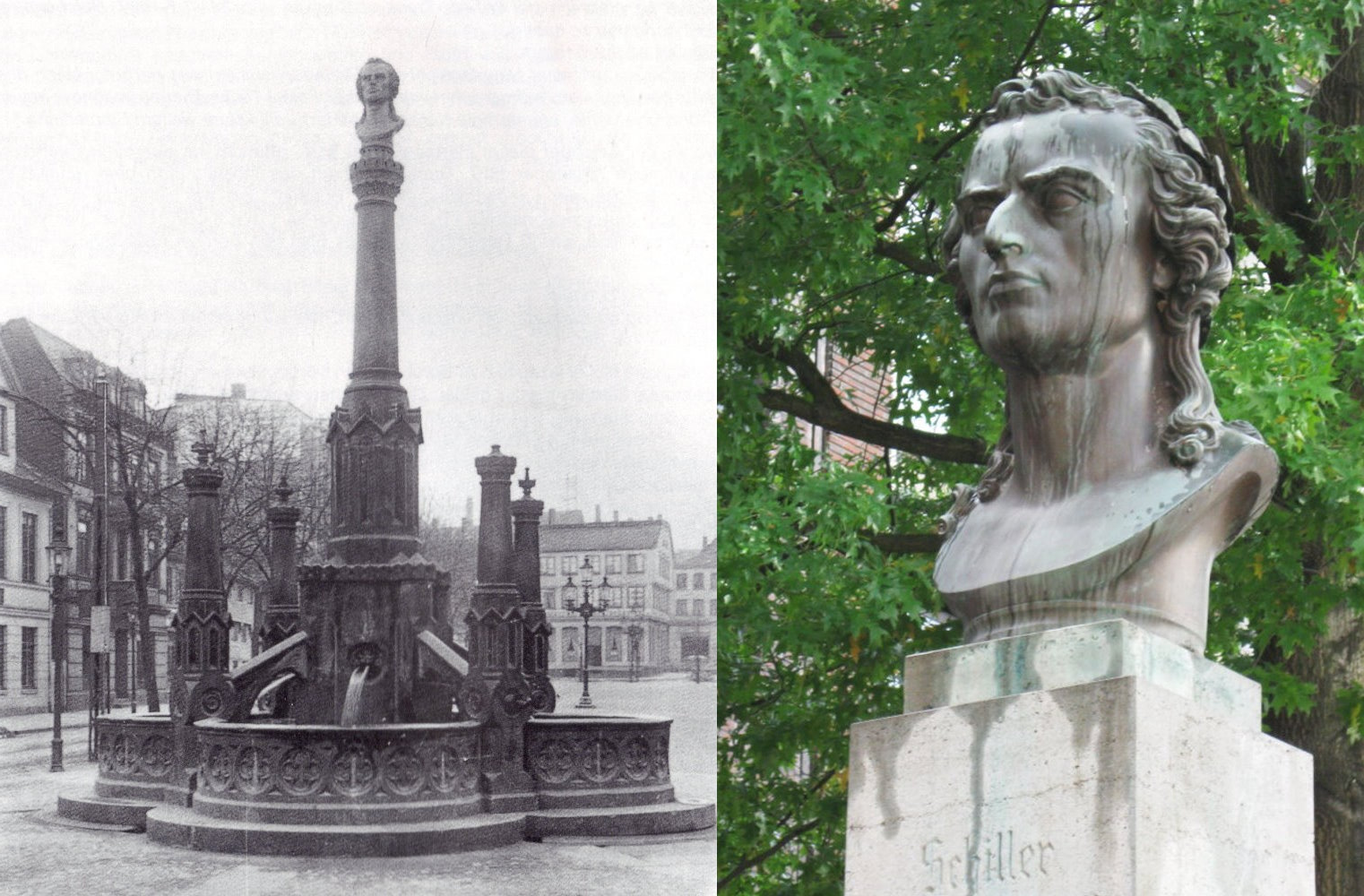
Schiller-Brunnen in Hamburg-Harburg (1860), ursprüngliche Aufstellung und heutige Büsten-Stele, Aufnahme 2011
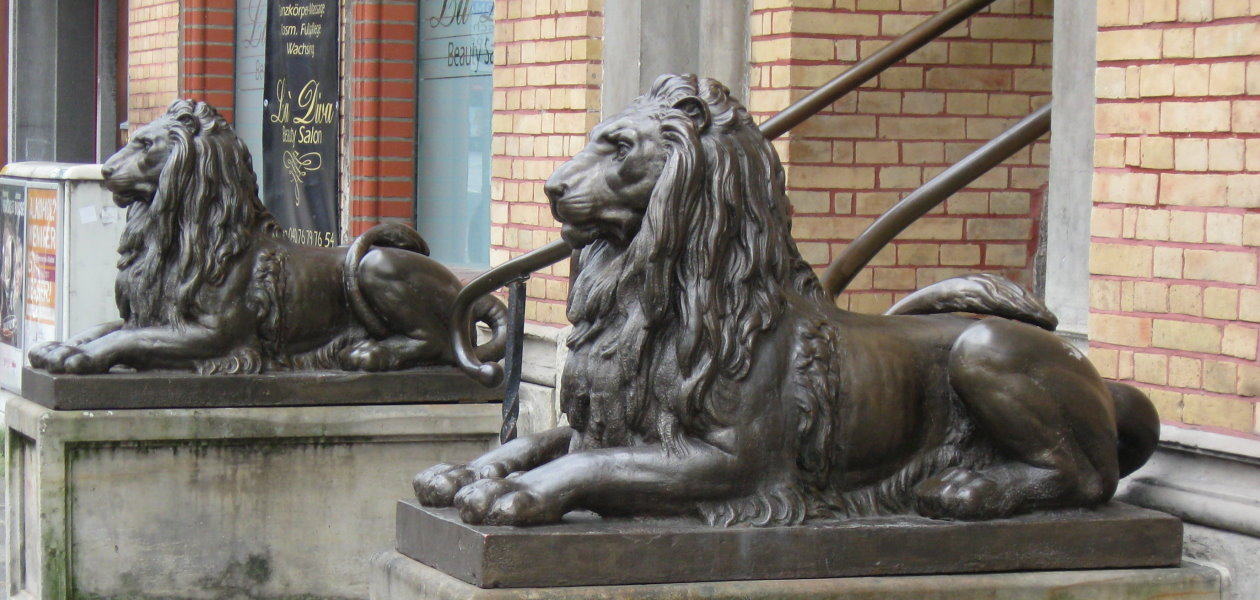
Zwei Löwen (1862), Schloßmühlendamm 25, Hamburg-Harburg, Aufnahme 2011